# Aller-retour
Pour les articles homonymes, voir Aller retour (homonymie).
Aller-retour est un roman français de Marcel Aymé publié en 1927 chez Gallimard à Paris.

## Résumé
Aller-retour raconte la brève et brillante période de la vie de Justin Galuchet durant laquelle il va sortir de sa terne existence. Ne méritant pas ce bonheur entrevu, il retourne brutalement à sa situation initiale.

## Éditions
- Aller-retour, Paris, Gallimard, 1927.